# Lispocephala badia
Lispocephala badia är en tvåvingeart som beskrevs av Hardy 1981. Lispocephala badia ingår i släktet Lispocephala och familjen husflugor. Inga underarter finns listade i Catalogue of Life.